# Stazione di Cantalupo
La stazione di Cantalupo è una stazione ferroviaria posta alla diramazione delle linee Alessandria-Cavallermaggiore e Alessandria-San Giuseppe di Cairo.
È situata nel centro abitato di Cantalupo, frazione del comune di Alessandria, ma non effettua servizio viaggiatori. Il 26/06/2022, in occasione dell'attivazione del nuovo Apparato Centrale Computerizzato, viene trasformata in Posto di Movimento.

## Storia
Fino al 1º febbraio 1913 era denominata «Cantalupo-Castellazzo»; in tale data assunse la semplice denominazione di «Cantalupo», poiché il centro abitato di Castellazzo risultava meglio servito dalla nuova stazione di Castellazzo-Casalcermelli della linea Alessandria-Ovada.

## Strutture e impianti
In passato dotata di 6 binari, di cui 4 utilizzabili per la normale circolazione dei treni (binari 1 e 2 di corretto tracciato, binari 3 e 4 per incroci o precedenze), in occasione dell'attivazione del nuovo Apparato Centrale Computerizzato, il piazzale è stato fortemente rivisto, con la soppressione di quasi tutti i binari ad eccezione dell' I e del II. 
Stante la perdurante chiusura della linea Alessandria-Cavallermaggiore, non sono stati previsti itinerari da/per tale destinazione (nonostante il binario sia ancora collegato i segnali di partenza dell'impianto non sono dotati di indicatori di direzione, lato Acqui/Cavallermaggiore e i segnali di avviso/protezione lato Cavallermaggiore proiettano permanentemente gli aspetti di avviso di via impedita/via impedita), motivo per cui l'impianto risulta effettivamente configurato come un Posto di Movimento dotato di binario d'incrocio, situazione analoga agli altri impianti della linea per Acqui Terme, ma con la particolarità del doppio binario lato Alessandria.